# 読者よ欺かるるなかれ
『読者よ欺かるるなかれ』（どくしゃよあざむかるるなかれ、The Reader Is Warned ）は、1939年に発表されたカーター・ディクスン（ディクスン・カー）名義の長編推理小説。ヘンリー・メリヴェール卿もの第9長編である。

## あらすじ
読心術師ぺニイクは、夕食会で館の主人の死を予言する。その時刻、衆人環視の中で、館主は二階の階段で崩れ落ち死亡した。ぺニイクは念力で自分が殺したというが、証拠がないため逮捕もできない。

## 登場人物
- サーンダース博士 - 主人公で準語り手。コンスタブル邸に招かれる。船旅中の婚約者の浮気に悩んでいる。
- ローレンス - 弁護士。博士の旧友。
- ヒラリイ・キーン - 検察庁の女性職員。
- サム・コンスタブル - マイナの夫で60歳。館の主。
- マイナ・コンスタブル - 女流推理作家。サムの妻。トリックのアイデアを書いた帳面を隠している。
- ハーマン・ペニイク - 読心師。閉所恐怖症。念力で他人を殺せると主張する。旅行中のマイナが外国から連れ帰った。
- ヘンリー・メリヴェール卿 - 本作の探偵役。陸軍省情報部長。通称はH・M。
- ハンフリー・マスターズ - スコットランド・ヤード首席警部。
- 使用人たち - 車が交通事故を起こし、全員入院中。そのため、ペニイクが料理を作ると言い出す。

## 提示される謎
- ハウダニットとミスディレクション（遠隔殺人に見えるが本物か）
- 準語り手の博士により、「読者の推理は間違っている」「ここの記述に注意」「犯人は複数ではなく一人だよ」等と四回の警告が挿入される。

## 特記事項
- 恋愛要素の多いディクスン名義作品では珍しい、ラブコメディのパターン破りがある。

## 書誌情報
- 『読者よ欺かるるなかれ』宇野利泰（訳）、早川書房〈ハヤカワ・ミステリ409〉、1958年。
- 『読者よ欺かるる勿れ』宇野利泰（訳）、 別冊宝石1955年4月10日号、1955年。
- 『予言殺人事件』同（訳）、現代文芸社　モダンミステリ（'56） 1956年。[1]